# Салтыков, Аркадий Алексеевич
Арка́дий Алексе́евич Салтыко́в (28 января 1914, Слободской уезд, Вятская губерния — 28 марта 1991, Федосята, Кировская область) — помощник командира взвода пешей разведки 1326-го стрелкового полка (415-я стрелковая дивизия, 61-я армия, 1-й Прибалтийский фронт), старшина, Полный кавалер ордена Славы.

## Биография
Родился в д. Соболи в семье крестьянина. Русский. Окончил 4 класса. Работал в колхозе.
В Красной Армии с 1939 года, участник Советско-финской войны (1939—1940).
На фронте в Великую Отечественную войну с августа 1941 года.
Командир отделения стрелкового батальона 1321-го стрелкового полка (415-я стрелковая дивизия, 13-я армия, 1-й Украинский фронт) сержант Салтыков в составе группы разведчиков 25 ноября 1943 года в районе северо-восточнее г. Овруч (Украина), разведав передний край обороны противника, наметил проходы, по которым подразделения батальона проникли в тыл врага. 17 декабря 1943 года награждён орденом Славы 3 степени.
Салтыков с отделением в ночь на 27 июля 1944 года в пригороде Бреста ворвался в траншеи противника и выбил оттуда гитлеровцев. Захватив деревню Грузки, отделение удерживало её до подхода подкрепления. 26 августа 1944 года награждён орденом Славы 2 степени.
2 ноября 1944 года в бою за населённый пункт Салдэниэки (Латвия) старшина Салтыков заменил выбывшего из строя командиpa взвода. Взвод уничтожил орудие с расчётом, пулемётную точку, захватил противотанковую пушку и солдат противника. 24 марта 1945 года награждён орденом Славы 1 степени.
В 1945 году демобилизован. Жил в д. Федосята, работал плотником в совхозе.

## Награды
- две медали «За отвагу» (23.7.1943[2], 9.8.1944[3])
- два ордена Красной Звезды (20.10.1943[4], 29.12.1943[5]),
- орден Славы 1-й (24.3.1945)[6], 2-й (26.8.1944)[7] и 3-й (17.12.1943)[8] степеней,
- орден Отечественной войны 1-й степени.

## Комментарии
1. ↑  Деревня Соболи, относившаяся к Федосеевской волости Слободского уезда, в последующем входила в состав Федосеевского сельсовета Белохолуницкого района Кировской области; не сохранилась, ныне — урочище в том же районе[1].